# Mikkel Engel Gemzøe
Mikkel Engel Gemzøe, bedre kendt som Crash Vanderbilt er en sanger og producer fra Danmark.